# Alexandre Lofi
Alexandre Lofi également appelé Alex Lofi, né le 21 février 1917 à Dudweiler, en Sarre en Allemagne, mort le 7 mars 1992 à Cuers dans le Var, est un officier de marine français ayant combattu durant la Seconde Guerre mondiale. Fusilier marin, il s'engage en juin 1940 dans les Forces navales françaises libres, puis il intègre les commandos Kieffer avec lesquels il débarque en Normandie le 6 juin 1944. Il combat ensuite lors de la bataille de Normandie puis lors de la libération des Pays-Bas. Il est compagnon de la Libération.

## Biographie

### Jeunesse
Alexandre Lofi est né à Dudweiler en Sarre le 21 février 1917 où son père, mineur, travaille alors. Ce dernier, originaire de Toscane, travaille ensuite aux Houillères de Lorraine et réside à L'Hôpital en Moselle. Sa mère est restauratrice dans le quartier du puits 6 de L'Hôpital. Alexandre (également appelé Alex) Lofi et ses quatre sœurs passent leur enfance dans cette commune mosellane. Il entre en 1930 à l'école des Pupilles de la Marine et, le 1er avril 1933, il s'engage dans la Marine nationale. Après quelques embarquements, il devient fusilier marin. En 1935 en tant que quartier-maître fusilier marin, il est instructeur militaire et moniteur d'éducation physique à l'École navale de Brest lorsque la guerre éclate. 

### Seconde Guerre mondiale
Gagnant l'Angleterre à la suite de l'appel du général de Gaulle, il s'engage le 27 juin 1940 à l'Olympia de Londres dans les Forces françaises libres. Il est alors affecté au premier puis au second bataillon de fusiliers marins avec lequel il part pour le Cameroun en octobre 1940 dont il défendra les côtes un an, jusqu'en octobre 1941. Il est promu officier des équipages de 2e classe  et part avec son bataillon défendre les côtes du Liban, de novembre 1941 à décembre 1942. 
En juin 1943, il se porte volontaire pour intégrer le 1er bataillon de fusiliers marins commandos, plus connu aujourd'hui sous le nom de commandos Kieffer, du nom de son créateur le commandant Philippe Kieffer. Après un passage au centre d'entrainement commando britannique en Écosse, il prend la direction d'une section puis d'une compagnie de ces commandos français. Il fait partie des 177 Français et Luxembourgeois qui débarquent en Normandie le jour J, le 6 juin 1944 sur Sword Beach. Il est à la tête de la 8e compagnie du bataillon et mène à bien sa mission qui consiste à prendre le casino de Ouistreham, fortifié par les Allemands. Dans les jours suivants, il remplace le commandant du bataillon, le capitaine de corvette Kieffer, blessé au combat, et participe à la défense des ponts pris sur l'Orne.  
Il se distingue ensuite lors de la bataille de Normandie dans les combats dans le secteur de l'Épine à Cricqueville-en-Auge le 20 août 1944. Lors d'une attaque de nuit, il prend une forte position ennemie de mortiers et est blessé par des éclats de grenade. La position est capturée et de nombreux soldats allemands sont faits prisonniers. Il se distingue de nouveau le 1er novembre 1944 lors de la campagne de Hollande, lors de l'attaque alliée sur Flessingue. Les Alliés qui ont libéré Anvers et qui ont besoin de son port proche du front, ne peuvent s'en servir car les rives de l'Escaut en aval sont toujours aux mains des Allemands. Le commandement allié décide donc de les libérer, ce qui sera appelé la bataille de l'Escaut. 
Les Alliés lancent l'assaut sur l'île de Walcheren à l'entrée de l'estuaire (opération Infatuate) et Alexandre Lofi, à la tête de sa compagnie, réussit à prendre une des redoutes de l'île, une position clef du dispositif défensif allemand de Walcheren, et ce malgré la supériorité numérique de l'adversaire. Sa compagnie fait une centaine de prisonniers dont le commandant de la redoute. Avec le commandant du 4e commando britannique auquel est rattaché le 1er BFM français, il reçoit la capitulation de la garnison allemande de l'île qu'il a négociée en allemand, le commandant de la garnison lui remettant son pistolet (aujourd'hui visible au Musée de l'Ordre de la Libération à Paris). 
Il poursuivra les combats en Hollande jusqu'à la capitulation allemande, le 8 mai 1945 et finit la guerre avec le grade d'officier des équipages de 1re classe,.

### Après guerre
Après la guerre, Alexandre Lofi est nommé directeur du cours des commandos de Marine à Alger, puis directeur du centre d'éducation physique de la Marine (1948-1952) puis chef du Quartier-général de la Préfecture maritime de Toulon.
En 1960, il accepte la charge de conseiller technique et officier des sports à l'État-Major de la Marine nationale à Paris puis retourne en poste à Toulon. Il termine sa carrière en 1970 avec le grade d'officier en chef des équipages,. 
Il meurt le 7 mars 1992 à Cuers dans le Var, où il est inhumé. Une stèle en son honneur a été inaugurée sur une place de L'Hôpital en Moselle, la commune de son enfance, le 5 décembre 2004, en présence de ses enfants et des membres de la municipalité. À Saint-Avold, son souvenir est entretenu par l'« Association des marins et marins anciens combattants (AMMAC) de Saint-Avold et environs, section Commandant Alexandre Lofi » et par la stèle portant son nom érigée square du colonel Weiller.

## Décorations
- Officier de la Légion d'honneur
- Compagnon de la Libération par décret du 17 novembre 1945[1]
- Commandeur de l'ordre national du Mérite
- Croix de guerre 1939-1945 (3 citations)
- Médaille de la jeunesse, des sports et de l'engagement associatif, or
- Croix militaire (distinction britannique)